# Ecomuseo de la Bintinais
El Ecomuseo de la Bintinais (en francés Écomusée de la Bintinais) es un ecomuseo ubicado en el sur de Rennes.
Hasta diciembre de 2020, se denominaba Ecomuseo del país de Rennes (en francés Écomusée du pays de Rennes), cuando se modificó por decreto del Ministerio de Cultura francés.
Montado en la antigua granja de la Bintinais, muy cerca de la capital de la Bretaña, el Ecomuseo de la Bintinais tiene como fines el poner en valor el patrimonio del país de Rennes, el sensibilizar y educar a visitantes, turistas y población local, la conservación del patrimonio y el relacionar a los distintos actores culturales del territorio.
Está en posesión de la denominación "Museo de Francia".

## Historia
La granja de la Bintinais tiene una superficie de 60 ha y es una de las explotaciones agrícolas más importantes y prósperas del departamento de Ille y Vilaine, del que es capital Rennes. También es una de las más antiguas, perdurando desde hace siete siglos. Su historia refleja la vida rural y las relaciones de la ciudad con la campiña del entorno.
El Ecomuseo se creó en 1987 como una parte del Museo de Bretaña, con el que comparte una serie de colecciones y algunos servicios.

## El Museo
El museo ocupa el edificio principal de la granja de la Bintinais. Sobre una superficie de 1 200 m², el recorrido museográfico recorre la evolución del país de Rennes desde el siglo XVI hasta nuestro días. Aborda temas diversos relacionados con las gentes y con la historia. Entre ellos arquitectura, agricultura, vida cotidiana y relaciones campo-ciudad.
Hay artefactos recreados, objetos, máquinas, ropa, muebles, maquetas que señalan esa evolución. Está complementado con audiovisuales, juegos interactivos y películas. Hay dos cocinas recuperadas de 1866 y 1901, una gran bodega de sidra, antiguas carretas de 2 ruedas para llevar mercancías, entre otros.

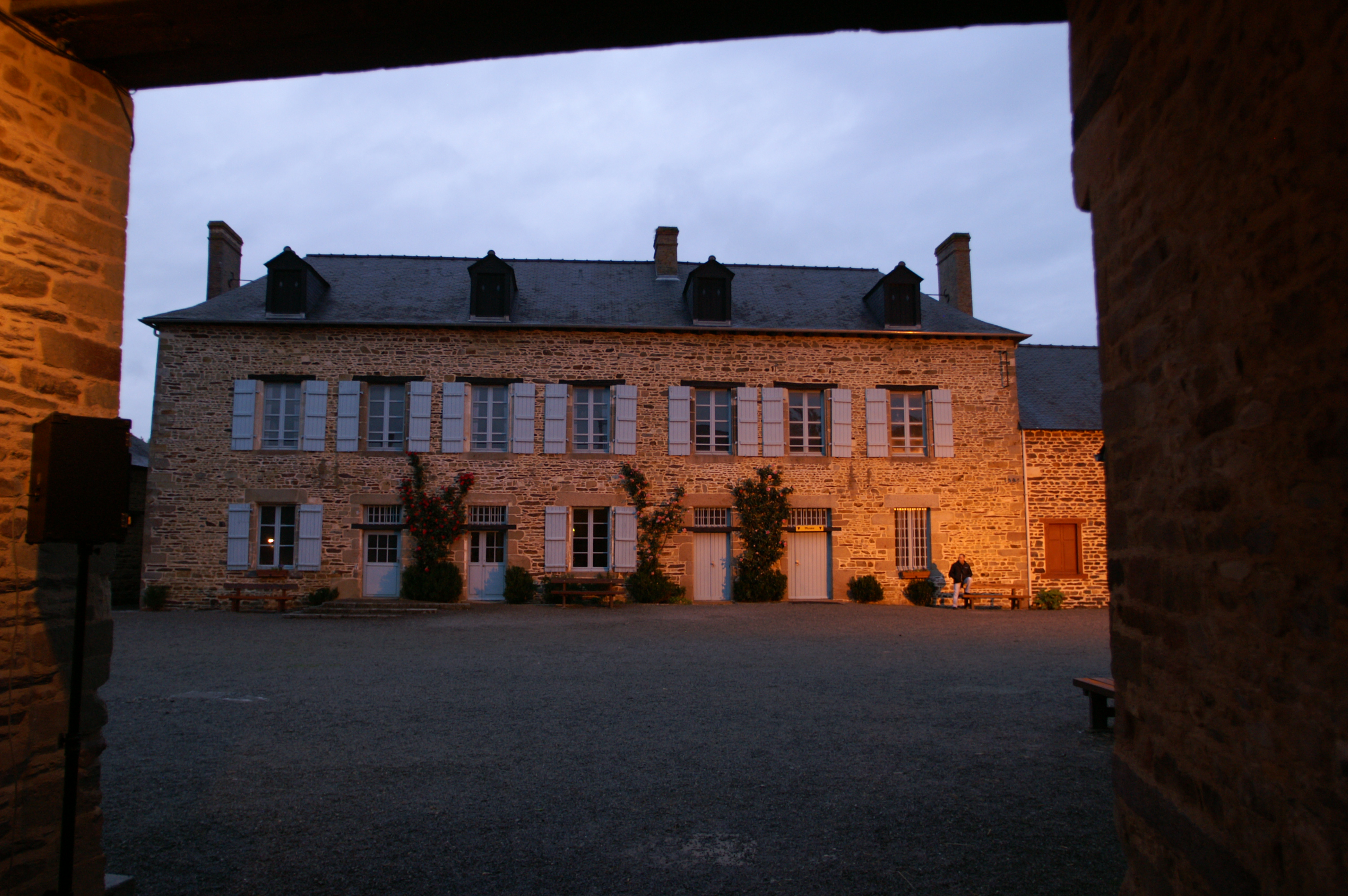
El Ecomuseo en la Noche Europea de lo Museos de 2012.

## Exposiciones temporales / Representaciones
La política de exposiciones temporales está pensada para ilustrar las distintas áreas patrimoniales del territorio y alumbrar distintas temáticas. En este tipo de exposiciones intervienen escenógrafos. Se hace una al año y duran nueve meses de media. 
El Ecomuseo organiza también fiestas y representaciones, algunas de ellas han llegado a ser citas interesantes, entre ellas:
- Fiesta del manzano;
- Concurso de yuntas de bueyes;
- El esquileo de las ovejas y las etapas de la transformación de la lana;
- La cata de la miel; descubriendo las abejas y los productos de la colmena;
- Sidra de prensa; haciendo buena sidra con manzanas de variedades locales.

Aparte de su carácter festivo, las animaciones tienen su razón de ser para el Ecomuseo, pues aportan testimonios auténticos de prácticas y de saber popular. La demostración viva de una técnica, en la que los asistentes también pueden intervenir, es, con frecuencia, más explicativa que una simple descripción.
Finalmente, ciertas animaciones pueden estimular la recuperación de alguna actividad, como la de la elaboración de sidra.

## Reserva genética

### Reserva genética animal
El Ecomuseo reúne 19 razas animales domésticas bretonas y del oeste francés, desde la gallina Poule de La Flèche al Caballo Bretón, albergadas en caballerizas, aprisco, gallinero y porquerizas.
Elenco de razas presentes:
| - Vaca Bretona Pie Noir (Bretonne pie noir). - Vaca Armoricana (Vache Armoricaine). - Vaca Froment du Léon. - Vaca Nantesa (Vache Nantaise). - Caballo de Tiro Bretón (Cheval de trait Postier Breton). - Asno del Contentin (Âne du Cotentin). - Cerdo de Bayeux (Porc de Bayeux). - Cerdo Blanco Occidental (Porc blanc de l'Ouest). | - Oveja de Ousessant (Mouton d'Ouessant). - Oveja Avranchin (Mouton Avranchin). - Oveja Belle-Île-en-Mer (Mouton Belle-Île-en-Mer). - Oveja de las Landas de Bretaña (Mouton des Landes de Bretagne). - Cabra des Fossés (Chèvre des fossés). - Gallina Coucou de Rennes (Poule Coucou de Rennes). - Gallina de La Flèche (Poule de La Flèche). - Gallo Galo Dorado (Coq Gaulois Doré). |

En elemento innovador en el ámbito genético del museo se orienta en dos direcciones:
- Asegurar la conservación genética y la promoción de las razas del oeste francés en vías de desaparición.
- Mostrar estos animales al público en un recorrido pedagógico que muestra varios siglos de evolución agrícola en Bretaña.

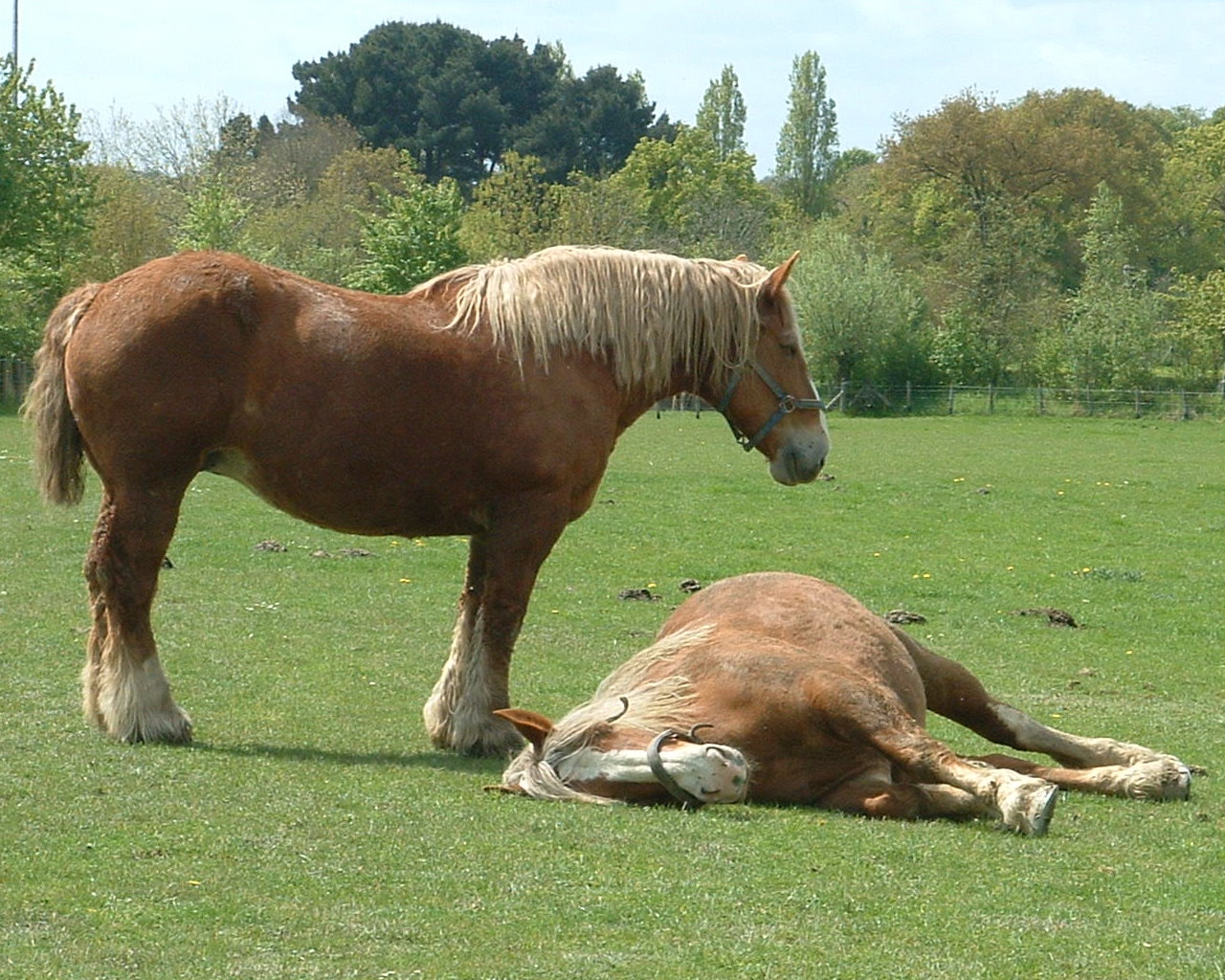
Caballo Bretón.
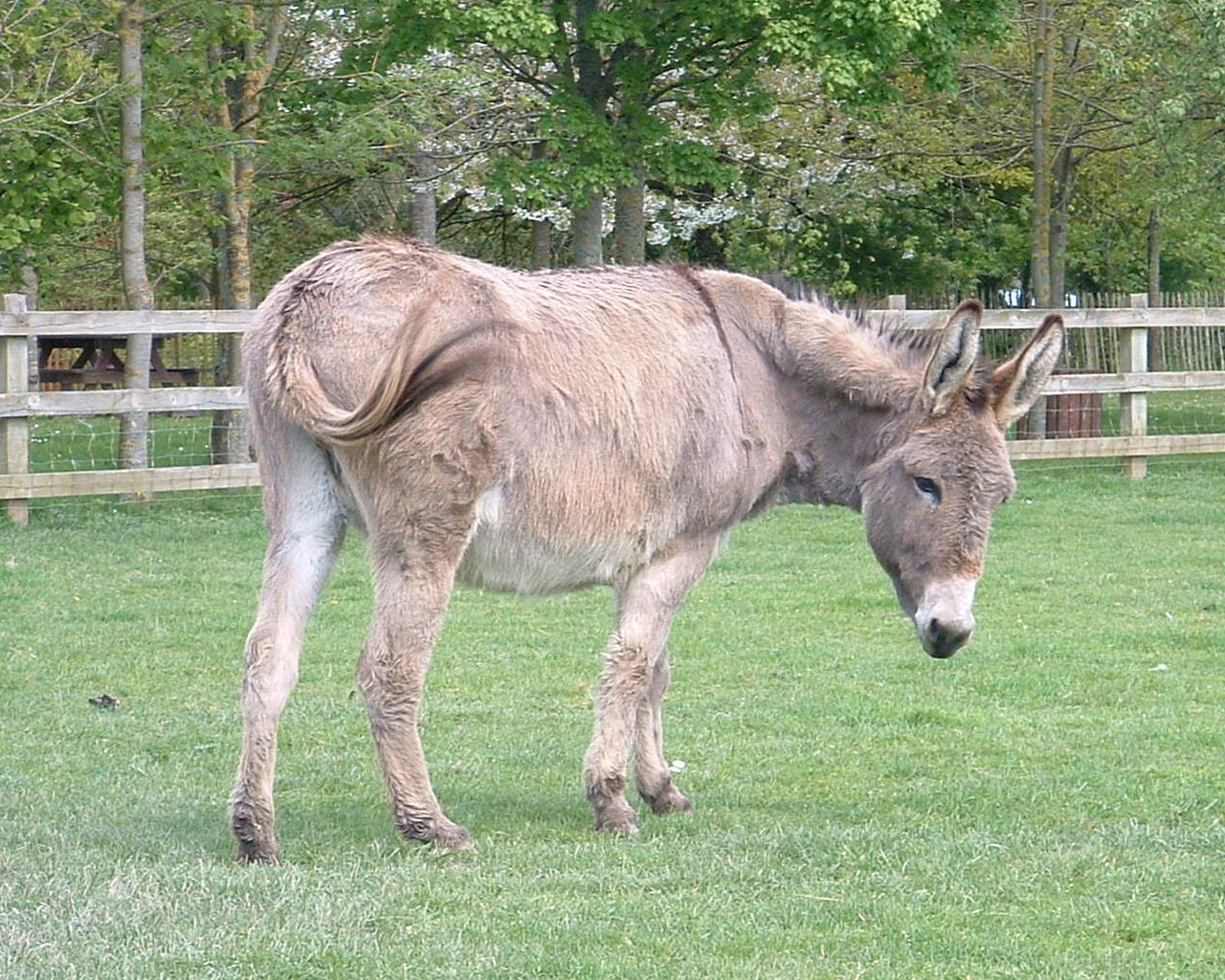
Asno del Contentin.
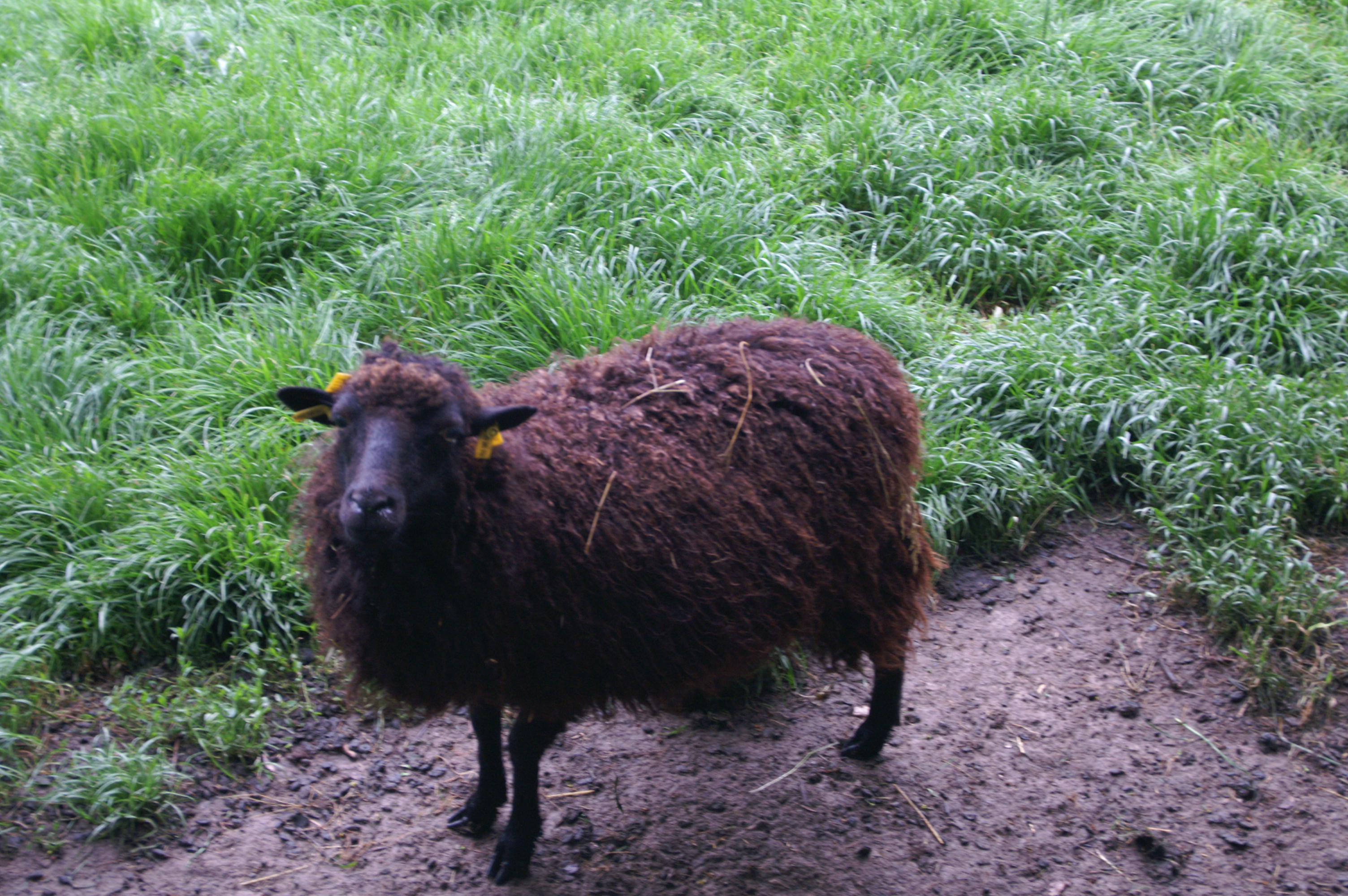
Ovino de Ouessant.
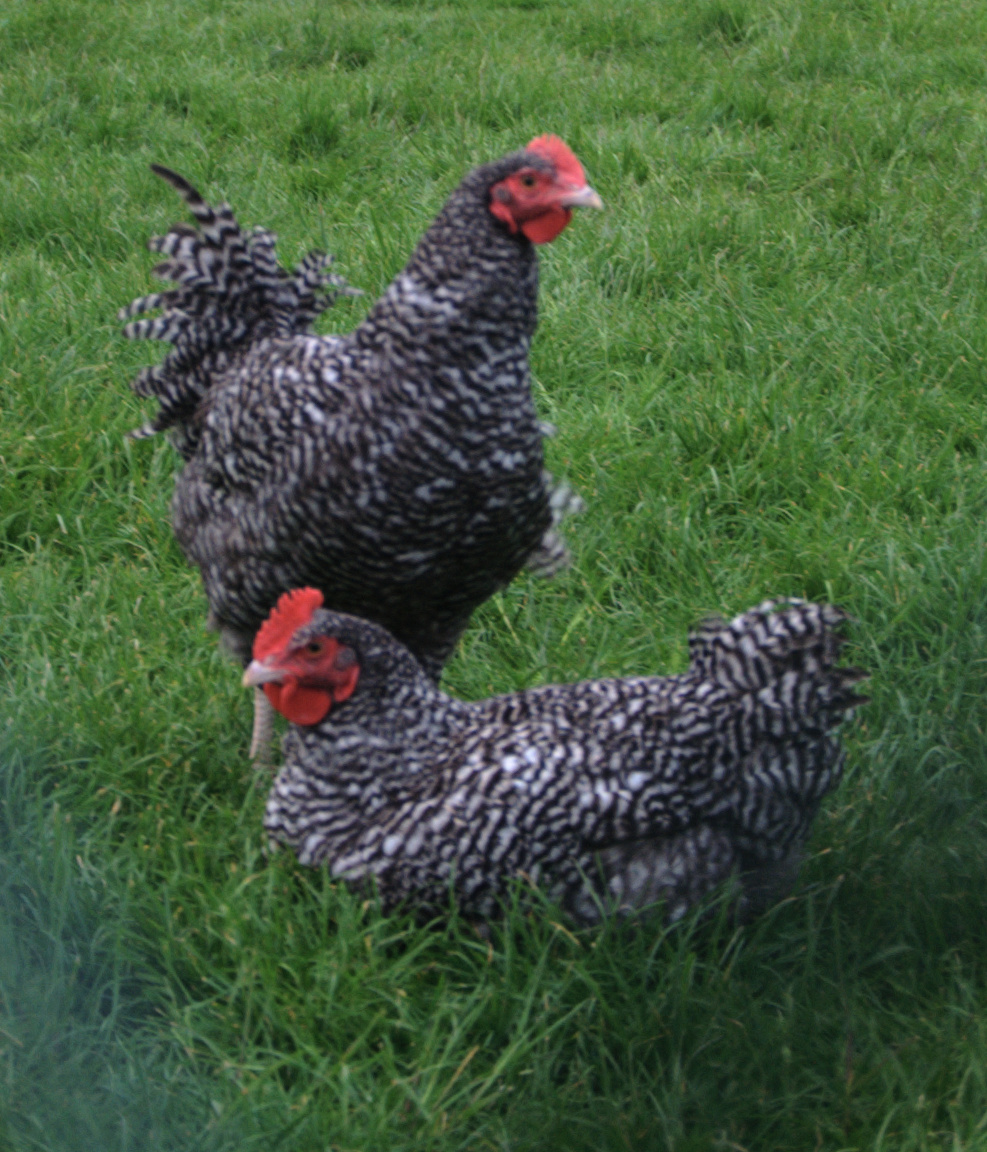
Gallina Coucou de Rennes.

### Reserva genética vegetal
En lo que respecta a su función como reserva genética vegetal, el Ecomuseo conjuga colecciones vegetales y rutas temáticas interpretativas. El visitante, en las 19 Ha cultivadas, puede descubrir prácticas agrícolas bretonas y las plantas cultivadas asociadas. Las antiguas variedades vegetales han sido sustituidas por otras más productivas o más adaptadas a los sistemas modernos de explotación. Afecta tanto a grandes cultivos como a frutales y hortalizas a escala local.
Uno de los recorridos busca que el visitante descubra las plantas cultivadas. El recorrido lleva a visitar más de veinte plantas cultivadas y cultivos de ayer y de hoy. Así, los cultivos tradicionales (lino, cáñamo, alforfón) comparten el espacio con vegetales modernos introducidos en la década de los 60 del siglo XX (maíz, colza, phacelia).
La manzana para sidra es un buen ejemplo del patrimonio genético olvidado. Para que esa riqueza genética no desaparezca el Ecomuseo se ha implicado en un programa de investigación y conservación de las variedades locales aptas para la producción de sidra. Hay tres campos de árboles frutales usados como reserva genética que reúnen cerca de 120 variedades de manzanas encontradas en la región de Rennes y sus alrededores. Se completa la colección con perales y cerezos.
Especies y variedades vegetales del Ecomuseo:
- Manzana: alrededor de 120 variedades.
- Pera: Bezille (Bezy), Saint-Louis, Bonne Femme, Bon Chrétien.
- Cereza: Avant Coeur, Coeur de Pigeon, Coeur, Gamèche, Cereza de Mi-août.
- Trigo: de Redon, Cappelle.
- Cebada: Rika, Violette de Guimalaye, Chevalier.
- Avena: Grise d'Hiver de Rennes.
- Pataca: Violet de Rennes.